# Barbie Cue
Barbie Cue je drugi studijski album srpskog pop punk sastava Oružjem protivu otmičara.
Album je objavljen 1999., kao i prethodni postigao je veliki uspjeh, te je postao najprodavanije diskografsko izdanje u državi te godine. S albuma su objavljeni singlovi "U koloru", "1000" i "Mladiću moj", obrada pjesme sastava Zana. Zbog uspjeha albuma, iduće godine je objavljen album "Barbie Mix" s remiksevima pjesama s "Barbie Cue"-a.

## Popis pjesama
| 1.    | »Januar«        | 2:58 |
| 2.    | »Dobra ideja«   | 3:02 |
| 3.    | »Vidim se«      | 4:39 |
| 4.    | »Neurotica«     | 2:26 |
| 5.    | »Na biciklu«    | 3:40 |
| 6.    | »Amnezija«      | 4:09 |
| 7.    | »U koloru«      | 3:21 |
| 8.    | »Mladiću moj«   | 3:15 |
| 9.    | »Saša Ajdanov«  | 3:52 |
| 10.   | »Pesma za mene« | 4:12 |
| 11.   | »Kućni duhovi«  | 2:52 |
| 12.   | »1000«          | 4:56 |
| 43:22 |                 |      |